# Ringwall Schanze (Eispertshofen)
Der Ringwall Schanze (Eispertshofen) Buchenberg liegt in einem Waldstück ca. 600 m östlich  des Ortsteiles Eispertshofen der oberpfälzischen Gemeinde Pilsach im Landkreis Neumarkt in der Oberpfalz. Der vorgeschichtliche Ringwall befindet sich nördlich des Tals der Pilsach in der Flur Schanze und westlich über den Quellen der Pilsach, dem Fürsten- und Katzenbrunnen. Die Anlage wird als Bodendenkmal unter der Aktennummer D-3-6635-0008 im Bayernatlas als „Ringwall vor- und frühgeschichtlicher Zeitstellung, vorgeschichtliche Höhensiedlung“ geführt. 

## Beschreibung

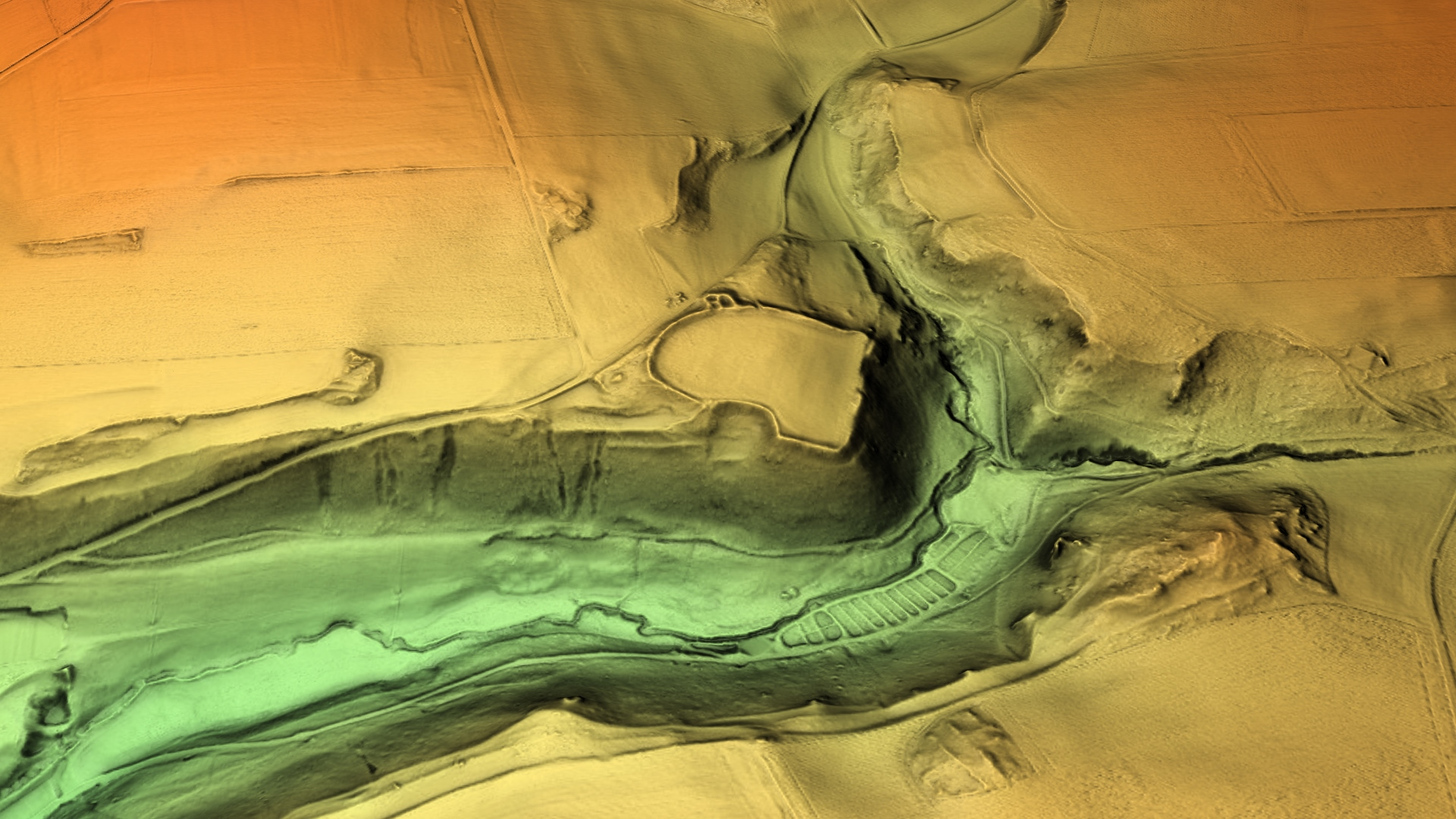
3D-Ansicht des digitalen Geländemodells

Die Höhenburganlage liegt auf einem breiten Bergsporn über der Pilsach. Der Wall umschließt ein Areal von etwa 130 m ostwestlicher Länge und 82 bis 100 m nordsüdlicher Breite. Der Wall ist auf der Innenseite 2 und auf der Außenseite 3 m hoch und bis zu 18 m breit. Es ist davon auszugehen, dass er einen Mauerkern besitzt. An dem Steilhang im Osten über der Pilsach setzt er ein Stück aus. Am höchsten Punkt im Nordwesten ist ein leicht trapezförmiger Anbau mit den Maßen 16 × 15 m vorgelagert; von diesem Anbau führen Öffnungen in das Innere der Anlage. Der Innenraum ist durch Wallstücke, in denen man verstürzte Mauern vermuten kann, in drei etwa gleich große Teile gegliedert. Ein Tor nach außen fehlt hingegen.
In neuerer Zeit wird die Schanze als Trainingsgelände für Pferde genutzt. Die Schanze liegt auf dem Felsen- und Kreuzwanderweg durch das Pilsachtal.